# Alberto Salcedo Ramos
Alberto Salcedo Ramos (Barranquilla, 21 de mayo de 1963) es un periodista y cronista colombiano.
Entre sus obras más conocidas están El oro y la oscuridad. La vida gloriosa y trágica de Kid Pambelé, El testamento del viejo Mile y el libro de crónicas La eterna parranda. Ha recibido varios galardones por su trabajo como periodista, entre ellos cinco Simón Bolívar, un Ortega y Gasset y un Rey de España.  Ha dictado talleres de crónica y reportaje en distintos países. Varios de los temas que ha abordado están relacionados con la cultura popular. Sus trabajos han aparecido en publicaciones como SoHo y El Malpensante de Colombia, así como Laberinto de México, Sábado y Dossier de Chile, Ecos de Alemania, Internazionale de Italia y The New York Times en español en Estados Unidos. Algunas de sus crónicas han sido traducidas a diferentes idiomas. Ha sido columnista de diversas publicaciones como El Heraldo, la revista Carrusel y El Colombiano, de Colombia, y El Mundo, de España.

## Carrera
Salcedo Ramos nació en la ciudad de Barranquila, pero pasó la mayor parte de su infancia en Arenal, un municipio del departamento colombiano de Bolívar. Estudió Comunicación Social y Periodismo en la Universidad Autónoma del Caribe, de donde se graduó en 1985. Su primer trabajo fue en El Universal de Cartagena, donde cubrió la sección judiciales. En el diario laboró seis años, publicó sus primeras crónica y cubrió eventos de diversa índole, como inundaciones, cumbres antidroga y reinados de belleza.

### Años 1990
En 1991 publicó  en coautoría con Jorge García Usta Diez juglares en su patio, que recoge doce crónicas sobre músicos colombianos, entre ellos Leandro Díaz, Alejandro Durán, Rufo Garrido y José Barros. El mismo año recibió su primer Premio Nacional de Periodismo Simón Bolívar por su crónica "Los golpes de la esperanza publicada" en El Universal. En 1992 se trasladó a Bogotá, donde comenzó a trabajar en el noticiero deportivo Grand prix del Deporte y, en 1993, en el noticiero internacional Mundo 3. En 1994 publicó Los golpes de la esperanza, su segundo libro.
En televisión, dirigió los proyectos culturales A pulso y Las rutas del saber (transmitido por Señal Colombia). Desde 1997 hasta el 2000 dirigió el proyecto Vida de barrio en la programadora Audiovisuales. En 1998 recibió el Premio Internacional de Periodismo Rey de España y un año después publicó su primer libro de crónicas, De un hombre obligado a levantarse con el pie derecho, que fue premiado por la Cámara Colombiana del Libro.

### Años 2000
En 2001 algunas de sus crónicas fueron recogidas en los libros Años de fuego: grandes reportajes de la última década, Citizens of fear y Antología de grandes reportajes colombianos. En 2002 recibió su segundo Premio Simón Bolívar, en esta ocasión por su programa de televisión "Vámonos caminando", emitido por el canal público Señal Colombia. En 2003 recibió el mismo galardón por el artículo deportivo "El árbitro que expulsó a Pelé" publicado en la revista Soho.
En 2004 fue finalista del Premio Nuevo Periodismo CEMEX+FNPI por su perfil "El testamento del viejo Mile" publicado en la revista El Malpensante. Un año más tarde publicó su libro El oro y la oscuridad. La vida gloriosa y trágica de Kid Pambelé, sobre el boxeador colombiano Antonio Cervantes  y escribió el capítulo "La crónica: el rostro humano de la noticia" del Manual de géneros periodísticos de la Universidad de La Sabana.
En 2008 algunas de sus crónicas se incluyeron en las antologías Crónicas latinoamericanas: periodismo al límite y Crónicas SoHo. Un año después recibió su cuarto Premio Simón Bolívar por la crónica "Un país de mutilados" y el Premio a la Excelencia de la Sociedad Interamericana de Prensa.

### Años 2010
En 2011 recibió nuevamente el Premio Simón Bolívar por su crónica "La eterna parranda de Diomedes Díaz" sobre la vida del cantautor colombiano Diomedes Díaz.

### Años 2020
Está desarrollando su nuevo libro sobre la Bonanza Marimbera y a su programa radial "Del Canto al Cuento" junto a Mario Jursich Durán.

## Controversias
En septiembre de 2020, Salcedo fue denunciado penalmente por Angie Castellanos y la modelo Alejandra Omaña, conocida como Amaranta Hank, por el delito de acto sexual violento presuntamente cometido por el escritor contra ellas cuando eran estudiantes de comunicación social y periodismo. En marzo de 2024, un juez declaró inocente a Salcedo en primera instancia. Castellanos y Omaña se mostraron inconformes con la decisión y aseguraron que emprenderán un proceso de apelación.

## Obra
Entre los libros publicados por Salcedo Ramos se encuentranː
Crónicas y reportajes
- Diez juglares en su patio, 1991, en coautoría con Jorge García Usta
- Los golpes de la esperanza, 1994
- De un hombre obligado a levantarse con el pie derecho y otras crónicas, 1999
- El oro y la oscuridad. La vida gloriosa y trágica de Kid Pambelé, 2005
- La eterna parranda. Crónicas 1997-2011, 2011
- Botellas de náufrago, 2015
- Los ángeles de Lupe Pintor. Crónicas. Almadía, México, 2015
- Viaje al Macondo real y otras crónicas. Pepitas de Calabaza, España, 2016
- Boxeando con mis sombras. Libros de Fuego. 2018

Textos en antologías
- Antología de grandes reportajes colombianos, 2001, Aguilar
- Antología de grandes crónicas colombianas, 2004, Aguilar
- Lo mejor del periodismo de América Latina, 2006, FNPI y Fondo de Cultura Económica
- Crónicas latinoamericanas: periodismo al límite, 2008, Fundación Educativa San Judas, Costa Rica
- Historia de una mujer bomba y otras crónicas de América Latina», Uqbar Editores Chile
- La pasión de contar. El periodismo narrativo en Colombia. 1638-2000, 2010, Hombre Nuevo Editores y Editorial Universidad de Antioquia
- Domadores de historias. Conversaciones con grandes cronistas de América Latina, 2010, Ediciones Universidad Finis Terrae, Chile
- Antología de crónica latinoamericana actual, 2012, Alfaguara, Madrid
- Mejor que ficción. Crónicas ejemplares, 2012, Anagrama, Madrid
- Textos escogidos, 2012, ed. John Galán Casanova

- Verdammter süden, 2014, Editorial Suhrkamp, Berlín, Alemania
- Hechos para contar. Conversaciones con 10 periodistas, 2014, Editorial Debate, Colombia
- Atención. Die besten Reportagen aus Lateinamerika, 2014, editorial Czernin, Austria, incluye: «La travesía de Wikdi»[24]

- En Citizens of fear, allí se publicó la crónica "La víctima del paseo", en la que narra su drama personal al ser víctima de un «secuestro express», fue publicada por la Universidad de Rütgers
- En Lo mejor del periodismo de América Latina, allí se publicó el perfil El testamento del viejo Mile, sobre el juglar vallenato Emiliano Zuleta
- En la antología The football crónicas, 2014, publicada en Londres, se publicó su crónica '"Queens futbol"

## Premios
Entre los premios recibidos por Salcedo Ramos se encuentranː
- Premio Nacional de Periodismo Simón Bolívar (1991, 2002, 2003, 2009, 2011, 2018).[26][13][14][27][19]
- Premio Internacional de Periodismo Rey de España (1998).[11]
- Premio al Mejor Documental en la II Jornada Iberoamericana de Televisión, celebrada en Cuba. Programa «Vida de barrio» (1998).
- Premio India Catalina Mejor Programa de Televisión Cultural. Programa «Vida de barrio» (1998).[28]
- Premio Mercurio, categoría Televisión Cultural. Programa «Vida de barrio» (1998).
- Finalistas del Premio Nuevo Periodismo CEMEX+FNPI, gracias a su perfil El testamento del viejo Mile (2004).[29]
- Premio a la Excelencia de la Sociedad Interamericana de Prensa (SIP) (2009 y 2013).[18][30]
- Premio de la Cámara Colombiana del Libro al Mejor Libro de Periodismo del Año ("De un hombre obligado a levantarse con el pie derecho y otras crónicas").
- Premio Ortega y Gasset de Periodismo por su crónica «La travesía de Wikdi» (2013).[31][32]
- Le Prix du Livre du Réel, por su libro L'Or et l'Obscurité. (Francia, 2017).[33]